# Etiennea villiersi
Etiennea villiersi är en insektsart som beskrevs av Matile-ferrero 1984. Etiennea villiersi ingår i släktet Etiennea och familjen skålsköldlöss. Inga underarter finns listade i Catalogue of Life.